# 361
361 (CCCLXI) je bilo navadno leto, ki se je po julijanskem koledarju začelo na ponedeljek.

## Dogodki
- cesar Julijan poskuša obnoviti poganstvo v Rimu.